# Cuevas de Bluefish
Cuevas de Bluefish (en inglés: Bluefish Caves) es un yacimiento arqueológico en el territorio de Yukon, en el norte de Canadá, ubicado a 54 km al suroeste de la comunidad Vuntut Gwichin, de Old Crow, en la cual se encontró una muestra de huesos de mamut que supuestamente el hombre trabajó y que ha sido fechado mediante el carbono a unos 28.000 años antes del presente.
Bluefish fue descubierta inicialmente por una expedición de pesca en 1976. El primer hallazgo de una punta de hueso de mamut se hizo por el arqueólogo Jacques de Cinq-Mars, en 1978-1979, pero se publicó hasta principios de 1990 debido a la falta de fondos.
En enero de 2017 se publica un nuevo estudio encabezado por Ariane Burke y Lauriane Bourgeon, del Departamento de Antropología de la Universidad de Montreal (Canadá), y Thomas Higham, de la Universidad de Oxford (Reino Unido) que da cuenta de una mandíbula de caballo que muestra las marcas de una herramienta de piedra con una antigüedad de entre 23 000 y 24 000 años AdP